# Lawrence Wetherby
Lawrence Winchester Wetherby (Middletown, 2 de janeiro de 1908 – Frankfort, 27 de março de 1994) foi um político americano que ocupou o cargo de vice-governador e Governador de Kentucky. Foi o primeiro de apenas dois governadores na história do estado nascidos no condado de Jefferson, apesar de Louisville (sede do condado) ser a cidade mais populosa do estado. O segundo governador nascido no condado de Jefferson é o governador em exercício, Andy Beshear.
Depois de se formar na Universidade de Louisville, Wetherby ocupou vários cargos menores no sistema judicial do condado de Jefferson antes de ser eleito vice-governador em 1947. Foi chamado o primeiro vice-governador "em exercício" de Kentucky porque o governador Earle C. Clements pediu-lhe que cumprisse funções além de sua responsabilidade constitucional de presidir o Senado estadual, como preparar o orçamento do estado e participar da Conferência de Governadores do Sul. Em 1950, Clements renunciou para assumir uma cadeira no Senado dos Estados Unidos, elevando Wetherby a governador. Wetherby foi aclamado imediatamente ao convocar uma sessão legislativa especial para aumentar o financiamento para educação e os benefícios do governo com o superávit orçamentário do estado. Em 1951, obteve um mandato completo de quatro anos como governador, durante o qual continuou e expandiu muitos dos programas de Clements, incluindo o aumento da construção de estradas e a diversificação industrial. Além disso, endossou a ordem de desagregação da Suprema Corte de 1954 no caso Brown v. Board of Education e nomeou uma comissão birracial para supervisionar a integração bem-sucedida das escolas do estado. Como presidente da Conferência de Governadores do Sul entre 1954 e 1955, encorajou outros governadores do sul a aceitar e implementar a dessegregação.
Limitado a um mandato pela constituição estadual, Wetherby apoiou Bert Combs para ser seu sucessor, mas Combs perdeu nas primárias democratas para Happy Chandler, um ex-governador e oponente faccional de Wetherby e Clements. O fracasso de Chandler em apoiar a candidatura de Wetherby em 1956 para suceder o democrata Alben Barkley no Senado, contribuiu para sua derrota para o Republicano John Sherman Cooper. De 1964 a 1966, Wetherby trabalhou em uma comissão encarregada de revisar a constituição do estado e, em 1966, foi eleito para o Senado de Kentucky, onde liderou a elaboração do orçamento do estado. Posteriormente, abandonou a vida pública e atuou como consultor da Brighton Engineering. Wetherby morreu em 27 de março de 1994, de complicações de um quadril quebrado e foi enterrado no Frankfort Cemetery em Frankfort, capital de Kentucky.

## Primeiros anos e carreira política
Quarto filho de Samuel Davis e Fanny (Yenowine) Wetherby, Lawrence Wetherby nasceu em 2 de janeiro de 1908, na cidade de Middletown, em Kentucky. Seu avô foi cirurgião do Exército da União durante a Guerra Civil. Seu pai também era médico e fazendeiro e, durante a infância, Wetherby trabalhou na fazenda da família.
Depois de se formar na Anchorage High School, Wetherby se matriculou no programa de pré-lei na Universidade de Louisville. Atuou como representante do time de futebol em 1927 e 1928; também jogou na segunda base da equipe de beisebol entre 1928 e 1929, e foi letrista nesse esporte em 1929. Mais tarde, foi introduzido no Athletic Hall of Fame da universidade. Em 1929, obteve seu diploma de Bacharel em Direito e foi trabalhar para o juiz Henry Tilford. Os dois permaneceriam parceiros até 1950. Em 24 de abril de 1930, casou-se com Helen Dwyer; O casal teve três filhos.
Graças à influência de seu pai, Wetherby se interessou pela política local desde cedo. As disputas do conselho escolar o fascinavam, o que motivou a filiar no Partido Democrata do condado de Jefferson, chefiada por Leland Taylor e Ben Ewing. Quando Ewing foi eleito juiz do condado em 1933, ele nomeou Wetherby como advogado de meio período para o tribunal juvenil do condado de Jefferson. Ocupou esse cargo até 1937, depois retornou para esta função entre 1942 e 1943. Em março de 1943, foi nomeado o primeiro comissário de julgamento do tribunal de menores.

## Vice-governador de Kentucky
Wetherby foi eleito presidente do Comitê Democrático do 34.º Distrito Legislativo em 1943 e ocupou o cargo até 1956. Em março de 1947, renunciou ao cargo de comissário de julgamento do tribunal de menores para concorrer a vice-governador. O mais forte de seus quatro oponentes nas primárias democratas foi Bill May, sobrinho do deputado americano Andrew J. May. May havia buscado o apoio do candidato a governador Earle C. Clements, mas Clements recusou, possivelmente porque o congressista May era um aliado do oponente político de Clements, John Y. Brown. Wetherby também não conseguiu garantir o endosso público de Clements, mas venceu as primárias e derrotou o republicano Orville M. Howard por mais de 95 mil votos.
Apesar da recusa de Clements em endossar Wetherby nas primárias, os dois geralmente concordaram em suas agendas legislativas e trabalharam bem juntos. Alguns observadores chamaram Wetherby de o primeiro vice-governador "em exercício" de Kentucky. Os vice-governadores anteriores fizeram pouco além de seu dever constitucional de presidir o Senado de Kentucky, mas durante a administração de Clements, Wetherby foi encarregado de preparar um orçamento estadual, presidir a Comissão de Pesquisa Legislativa, liderar viagens para a Câmara de Comércio do estado e comparecer a Conferência de Governadores do Sul. Clements também nomeou Wetherby como secretário executivo do Comitê Central Democrático do Estado, o que permitiu a Wetherby fazer muitos contatos políticos importantes.

## Governador de Kentucky
Em 27 de novembro de 1950, Clements renunciou para aceitar uma cadeira no Senado dos Estados Unidos, promovendo Wetherby ao cargo de governador. Uma de suas primeiras ações foi convocar uma sessão legislativa especial para se reunir em 6 de março de 1951 com o objetivo de distribuir um orçamento com superávit de 10 milhões de dólares. Entre os gastos aprovados na sessão especial estavam aumentos nos salários dos professores e benefícios do Estado para os mais necessitados e servidores públicos. A popularidade de Wetherby disparou como resultado desta sessão, no qual chegou a cogitar-se concorrer à cadeira no Senado, que estava vaga pela morte de Virgil Chapman em 1951. No entanto, depois de conversar com Clements e outros líderes democratas, optou-se candidatar a um mandato completo de quatro anos como governador em 1951.

### Eleição de 1951
Entre os potenciais candidatos democratas a serem indicados ao cargo de governador em 1951 estava o ex-governador Happy Chandler, que estava prestes a ser dispensado do cargo de comissário de beisebol. Chandler e Clements eram inimigos políticos ferrenhos, e a possibilidade de uma candidatura de Chandler deu à facção de Clements do Partido Democrata o ímpeto de se unir em torno de Wetherby para evitar que Chandler ganhasse a indicação. No final das contas, Chandler não buscou a indicação e, apesar de sugerir que Clements controlava Wetherby, Chandler endossou Wetherby em 15 de maio de 1951. Wetherby teve poucos problemas para derrotar Howell Vincent e Jesse Cecil nas primárias democratas para governador, obtendo a maior maioria de todos os tempos em uma disputa primária de Kentucky.
Na eleição geral, Wetherby enfrentou o juiz republicano da Corte de Apelações, Eugene Siler. Siler era um cristão fundamentalista que afirmava que o governo do Estado estava cheio de corrupção e só ele poderia detê-lo. Citando o jogo no norte de Kentucky, acusações de suborno contra membros das administrações de Clements e Wetherby e um escândalo de 1951 envolvendo o time de basquete masculino da Universidade de Kentucky, referiu-se a capital Frankfort como "nosso Nínive no rio Kentucky". Wetherby rebateu as acusações de corrupção de Siler, removendo do cargo um dos funcionários acusados de suborno. Foi implantado a recém-organizada Polícia do Estado de Kentucky para combater o crime organizado nos condados de Campbell e Henderson. Para desencorajar ainda mais o crime, apoiou a legislação para revogar as licenças de estabelecimentos que permitiam jogos de azar. A temperança e as opiniões anticatólicas de Siler funcionavam bem nas áreas rurais do estado, mas lhe custaram o voto da crescente população urbana. Wetherby venceu a eleição por uma votação de 346 345 a 288 014.

### Governo Wetherby em Kentucky
No início do mandato de Wetherby, as receitas do Estado foram infladas pela Guerra da Coreia. Tendo adotado um programa de repartição para o estado, foi forçado a arrecadar receitas adicionais após o fim da guerra. Foi instituído impostos sobre cigarros, bebidas alcoólicas e apostas parimutuel, mas não conseguiu convencer a Assembleia Geral a adotar um imposto sobre vendas.
Como três membros da família próxima de Wetherby morreram em acidentes automobilísticos nas estradas do estado, melhorar as estradas era uma alta prioridade para Wetherby. Usando a receita de um imposto de gasolina de dois centavos por galão aprovado pela administração Clements, Wetherby autorizou a construção, reconstrução ou recapeamento de quase 6 000 mi (9 700 km) de estradas durante sua gestão. A mais importante delas foi a primeira estrada com pedágio do estado — a Kentucky Turnpike — conectando Louisville e Elizabethtown. Ele encorajou o presidente Dwight D. Eisenhower a construir uma estrada federal com pedágio conectando os Grandes Lagos e o Golfo do México. Outros líderes políticos se juntaram a ele, convencendo Eisenhower a construir o tão falado Sistema de Rodovias Interestaduais. As estradas melhoradas trouxeram um aumento do turismo, que Wetherby apoiou aumentando o financiamento para o sistema de parques estaduais e adicionando o Breaks Interstate Park, um novo parque de propriedade conjunta de Kentucky e Virgínia. Wetherby também chamou a atenção nacional para o Kentucky como a principal terra de caça e pesca, conduzindo suas próprias excursões esportivas pessoais no estado.
Wetherby tentou diversificar as indústrias localizadas em Kentucky para equilibrar a economia principalmente agrária do estado. Foi expandido o Conselho de Desenvolvimento Agrícola e Industrial e encarregou-o de realizar pesquisas de terras para identificar potenciais locais industriais. Incentivou o desenvolvimento de aeroportos modernos no estado e apoiou a canalização do rio Big Sandy e a melhoria das eclusas e barragens do rio Kentucky. Além disso, continuou a liderar pessoalmente as excursões dadas pela Câmara de Comércio do estado. Entre as indústrias que chegaram ao estado durante sua administração estavam o General Electric Appliance Park, em Louisville, e a Paducah Gaseous Diffusion Plant, em Paducah. Em 1954, usou a polícia estadual para reprimir a agitação trabalhista em Central City e outras partes de Western Coal Fields. Embora não era considerado um especialista em políticas industriais, foi garantido a aprovação das primeiras leis do estado que regulavam a mineração a céu aberto, e anulou uma lei de direito ao trabalho em 1954.
Wetherby tampouco ignorou as necessidades da agricultura. Em seu Programa Green Pastures, foram adotadas medidas para diversificar a produção agrícola, melhorar a produção de carne bovina e incentivar a conservação do solo. Foi garantido a existência de programas federais para o controle de enchentes das bacias hidrográficas dos rios Salt, Licking, Green e Kentucky, salvando valiosas terras agrícolas Em 1952, organizou um conselho agrícola para consolidar o trabalho da burocracia agrícola do estado. Posteriormente, supervisionou a conclusão das feiras estaduais em Louisville, um projeto iniciado por Clements, para melhor exibir os produtos agrícolas do estado.
As melhorias na educação foram uma marca registrada do mandato de Wetherby como governador. Ao longo de seu governo, aumentou o financiamento para a educação em 20 milhões de dólares. Foi solicitado a criação de uma rede educacional de televisão e iniciou o primeiro programa de bibliotecas móveis, com financiamento público do Estado. Além disso, também apoiou o Programa de Fundação Mínima de 1954, uma emenda à constituição estadual que permitia que o financiamento fosse destinado aos distritos escolares com base na necessidade, e não no número de alunos.
Em 1954 e 1955, Wetherby atuou como presidente da Southern Governors Conference e pediu aos governadores da Região Sul a implementar pacificamente a dessegregação, conforme exigido pela decisão da Suprema Corte em Brown v. Board of Education. No Poder Executivo, foi um dos cinco governadores do sul que se recusaram a assinar uma declaração de oposição à integração. Em Kentucky, nomeou um conselho consultivo de cidadãos brancos e negros para supervisionar a integração da escola pública, que foi realizada com pouca acrimônia em comparação com outros estados. A dessegregação foi uma questão em que Wetherby e seu vice-governador, Emerson "Doc" Beauchamp, discordaram, mas como Beauchamp acreditava que sucederia Wetherby como governador, não se opôs abertamente às ações de Wetherby.
Entre as outras realizações de Wetherby estão a criação de um Departamento de Saúde Mental e a construção de quinze hospitais e trinta centros de saúde em todo o estado. Em 1952, criou a Autoridade Juvenil como ponto central para a administração dos serviços aos menores delinquentes. Foi construído novas prisões estaduais, os sistemas de liberdade condicional e liberdade condicional foram modernizados, além da criação de um sistema mais ordenado de seleção de grandes e pequenos júris. Também foram supervisionadas algumas medidas de reforma eleitoral, incluindo o fornecimento de fundos para a compra de urnas eletrônicas em áreas onde elas eram desejadas. No entanto, Weitherby não teve tanto sucesso na área da reforma do governo, pois falhou em seus esforços para alterar a Constituição do Estado para permitir que o governador se sucedesse no cargo. Posteriormente, não conseguiu obter apoio para um plano de consolidação de alguns dos condados de Kentucky. Em 1955, os eleitores do estado aprovaram uma emenda constitucional concedendo sufrágio a jovens de dezoito anos, apesar das contestações de Wetherby.

## Últimos anos de vida
Tanto Clements quanto Wetherby endossaram a candidatura de Bert Combs para suceder Wetherby como governador. Wetherby nomeou Combs para a Corte de Apelações de Kentucky em 1951 para preencher uma vaga criada pela morte do juiz Roy Helm. Happy Chandler, antigo inimigo de Clements, concorreu contra Combs nas primárias e o pintou como um peão de "Clementine" e "Wetherbine", seus apelidos depreciativos para Clements e Wetherby. Na verdade, Chandler fez toda a campanha não apenas contra Combs, mas também contra Clements e Wetherby. Ele acusou Clements e Wetherby de gastos extravagantes em suas administrações. Entre suas alegações estava que Clements havia comprado um tapete de 20 mil dólares para seu escritório e que Wetherby havia forrado seu escritório com mogno africano. Chandler prometeu que, se eleito, usaria "madeira boa e honesta de Kentucky" em seu escritório e que todos os habitantes de Kentucky seriam convidados ao Capitólio para pisar no tapete de 20 mil. No final das contas, as faturas mostraram que nenhum tapete de 20 mil foi comprado por Clements, e os painéis de Wetherby foram comprados e instalados por um empreiteiro local. Embora as acusações de Chandler tenham sido imprecisas, foi suficiente para derrotar Combs nas primárias com 18 000 votos, e, posteriormente, garantir a vitória na eleição geral de 1955 contra o Republicano Edwin R. Denney por 451 647 votos a 322 671, ou seja, até então era considerado maior vantagem de votos na história da eleição estadual de Kentucky.
Após seu mandato como governador, Wetherby retomou sua prática de direito privado. Em 1956, o senador Alben Barkley morreu inesperadamente de um ataque cardíaco. O momento de sua morte significava que o estado elegeria dois senadores em 1956 — o mandato de Clements estava expirando e agora a cadeira de Barkley estava vaga. O presidente Eisenhower convenceu o ex-senador e embaixador John Sherman Cooper a ser o candidato republicano à cadeira, esperando que a imensa popularidade de Cooper no estado ajudasse em sua própria candidatura à reeleição. A morte de Barkley ocorreu tão tarde no ano que não houve tempo para uma primária Democrata escolher o candidato do partido para a vaga. O comitê estadual democrata escolheu Wetherby, que estava a apenas seis meses de seu mandato como governador.
Nem Wetherby nem Clements tiveram o apoio do governador Chandler. Juntamente com isso, o Líder da Maioria no Senado, Lyndon B. Johnson, sofreu um ataque cardíaco durante a campanha e, como Líder da Maioria, Clements assumiu o papel de líder interino. Isso o afastou da campanha por longos períodos de tempo. Durante as raras visitas que pôde fazer ao estado, ele fez campanha para seu ex-vice-governador, Wetherby. Na eleição geral, Cooper derrotou Wetherby por 65 mil votos e Clements perdeu para Thruston Ballard Morton por aproximadamente 7 mil votos. Foi a primeira vez que Clements perdeu uma disputa em trinta anos, e os democratas de Kentucky não elegeriam um senador novamente por mais dezesseis anos.
Após esta derrota, Wetherby mudou-se para o Condado de Franklin e garantiu uma posição na Brighton Engineering com a ajuda de seu antigo oponente principal, Bill May. Entre 1964 a 1966, foi delegado de uma assembleia, encarregada de revisar a constituição estadual. Em 1965, May apoiou Wetherby em sua campanha para o Senado de Kentucky. Posteriormente, venceu a eleição, derrotando o candidato favorito de Chandler, e foi eleito presidente desse órgão de 1966 a 1968. Sua posição neste cargo foi tão eficaz que o orçamento do estado para 1966 foi debatido por apenas dez dias antes de ser aprovado por uma votação de 31 a 5 praticamente da mesma forma em que foi apresentado.
Após concluir seu mandato no Senado estadual, Wetherby voltou para Brighton Engineering, onde acabou se tornando vice-presidente. Wetherby morreu em 27 de março de 1994, por complicações de um quadril quebrado. Seu corpo está enterrado no Cemitério de Frankfort. O prédio administrativo da Western Kentucky University e um ginásio da Morehead State University foram nomeados em sua homenagem.